# Uriménil
Uriménil település Franciaországban, Vosges megyében. Lakosainak száma 1326 fő (2022. január 1.). Uriménil Dounoux, Épinal, Hadol, Renauvoid és Uzemain községekkel határos.

## Népesség
A település népessége az elmúlt években az alábbi módon változott:
| Lakosok száma | 1355 | 1356 | 1379 | 1355 | 1348 | 1340 | 1331 | 1328 | 1326 |
|               | 2013 | 2015 | 2016 | 2017 | 2018 | 2019 | 2020 | 2021 | 2022 |